# 孙恩 (东吴)
孙恩（230年代—259年1月），三國東吳的皇族。孫堅弟弟孫靜的曾孫，孫暠的孫子，孫綽的兒子，孙綝的弟弟，孫據、孫幹、孫闓的兄弟。
原魏将诸葛诞据寿春叛乱，司马昭等率魏军围城，孙綝前去援救。屯安丰的吴将朱异屡战不利，又不肯听孙綝的命令死战，被孙綝所杀。孙綝派孙恩代朱异，但孙恩得知诸葛诞已战败，因此并未参战就引兵回国了。
太平二年（257年），吴主孙亮亲政，孙綝恐惧，命弟弟威远将军孙据入苍龙宿卫，武卫将军孙恩、偏将军孙幹、长水校尉孙闿分屯诸营。孙亮和姐姐公主孙鲁班、岳父太常全尚、将军刘承商议诛杀孙綝，但孙亮皇后全氏是孙綝堂姐之女，向孙綝泄密（一作全尚妻即孙綝堂姐本人泄密）。孙綝率众夜袭全尚，派孙恩在苍龙门外杀了刘承，包围皇宫，废黜孙亮，立孙亮兄琅琊王孙休为帝，命孙恩行丞相事，率百僚迎接。孙恩奉上玉玺符节，孙休三番辞让后接受了。
孙休为安抚孙綝兄弟，以孙恩为御史大夫、卫将军、中军督，封县侯。孙綝兄弟五人全都封侯掌禁军，权力超过皇帝，在东吴是前所未有的。后孙綝因向孙休进牛酒被拒，对左将军张布吐露怨言，张布告知孙休。孙休害怕，对孙綝兄弟愈加赏赐，加孙恩为侍中，助孙綝分担政务，分孙綝之权。
永安元年十二月，孙休诛孙綝三族，孙恩也一同被杀。